# Bacotoma poecilura
Bacotoma poecilura is een vlinder uit de familie van de grasmotten (Crambidae), uit de onderfamilie van de Spilomelinae. De wetenschappelijke naam van deze soort is voor het eerst voorgesteld als Platamonia poecilura door Eduard Hering in een publicatie uit 1903.
De soort komt voor in Indonesië (Java) en op de Gunung Kinabalu (Borneo, Maleisië).